# Hannah Lightfoot
Lady Hannah Lightfoot (St. John, 12 ottobre 1730 – 1759) fu la presunta amante di re Giorgio III del Regno Unito, erroneamente considerata la sua prima moglie.

## Biografia
Hannah Lightfoot era la figlia di Matthew Lightfoot (?-1733), un calzolaio, e di sua moglie Mary Wheeler (?-1760). Dopo la morte di suo padre visse con lo zio Henry Wheeler, un mercante di stoffe di lino a Market Lane, Westminster.
L'11 dicembre 1753 sposò, senza il consenso della famiglia, Isaac Axford, un droghiere. Fuggì dal marito nel 1755.
Nel 1751 incontrò il principe di Galles, il futuro Giorgio III, con il quale pare iniziò una relazione clandestina due anni dopo, nonostante la differenza di età. Da questa unione nacquero quattro figli.
Il marito di Hannah si risposò con Mary Bartlett, nel dicembre 1759. Morì nel 1759.